# Feodora de Schleswig-Holstein
La princesa Feodora de Schleswig-Holstein (Castillo de Primkenau, 3 de julio de 1874 - Obersasbach, 21 de junio de 1910) fue un miembro de la casa de Schleswig-Holstein, conocida por sus aficiones artísticas y por ser hermana de Augusta Victoria, esposa de Guillermo II de Alemania.

## Biografía
Fue la última de los siete vástagos del matrimonio formado por Federico VIII de Schleswig-Holstein y Adelaida de Hohenlohe-Langengburg.
Tuvo cuatro hermanos que llegaron a adultos y contrajeron matrimonios con importantes miembros de la realeza europea:
1. Augusta Victoria (22 de octubre de 1858 - 11 de abril de 1921), casada con el káiser Guillermo II de Alemania.
2. Carolina Matilde (25 de enero de 1860 - 20 de febrero de 1932). Casada con Federico Fernando, Duque de Schleswig-Holstein-Sonderburg-Glücksburg.
3. Ernesto Gunter II, duque de Schleswig-Holstein (11 de agosto de 1863 - 21 de febrero de 1921), casado con Dorotea de Sajonia-Coburgo-Gotha.
4. Luisa Sofía (8 de abril de 1866 - 28 de abril de 1952), casó con el príncipe Federico Leopoldo de Prusia.*

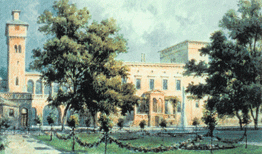
El Krongut Bornstedt, residencia de la princesa desde 1903 hasta 1910, pintado por la propia Feodora.

Tras la repentina muerte de su padre en 1880 la familia se instaló en Dresde, por el parentesco de su madre con la reina consorte, Carola Vasa. Vivieron en una casa en el número 2 de la Münchner Strasse, conocida como Holstein Haus. En la familia era conocida como Baby. Tuvo como institutriz a Anna Wagemann, quien luego escribiría una breve biografía de la princesa publicada en 1933.
En la capital sajona  comenzó una importante educación artística que la llevó a recibir clases en la Academia de Bellas Artes de Dresde. Tuvo una relación estrecha con el artista Fritz Mackensen, fundador de la colonia de artistas de Worpswede.
La princesa participó en la vida de la corte de Prusia. En 1903 pasó a vivir en Krongut Borsfeld (en alemán, lit.: bien de la corona Borsfeld), propiedad de la corona de Prusia. Esta propiedad había estado asignada con anterioridad a la suegra de su hermana Augusta Victoria. Esta era la princesa Victoria del Reino Unido (1840-1901), hija primogénita de la reina Victoria y conocida en Alemania como emperatriz Federico por ser viuda de Federico III de Alemania.
Hacia 1906 publicó distintas novelas de corte naturalista bajo el pseudónimo de "Feodora Holstein" o "F. Hugin". También escribió poesías. También llegó a hacer crítica literaria.
Moriría en 1910 a los 35 años de edad, sin haber contraído matrimonio. Su muerte se debió a una insuficiencia cardíaca, aunque su salud era regular desde hacía unos años. Murió en la finca de su dama la baronesa Ida Röder von Diersburg en Obersasbach (Gran ducado de Baden) a la vuelta de un viaje a Italia.
Con posterioridad a su muerte, su hermana Augusta permitió que su nombre, firma, armas y cifra fueran utilizadas por una marca de chocolates comerciales.

## Títulos y honores

### Títulos
| ● 3 de julio de 1874-21 de junio de 1910: | Su alteza serenísima la princesa Feodora de Schleswig-Holstein |

### Honores
- Dama de la orden de Luisa.

### Individuales
1. ↑  Röhl, John C. G. (2015). Wilhelm II : the Kaiser's personal monarchy, 1888-1900 (en inglés) 2. Cambridge : Cambridge University Press. p. 621. ISBN 978-1-107-56595-1. Consultado el 28 de noviembre de 2022.
2. ↑  Wagman, Frederick (1933). «Review of Prinzessin Feodora». Books Abroad 7 (4): 467-467. ISSN 0006-7431. doi:10.2307/40074670. Consultado el 28 de noviembre de 2022.
3. ↑  Modersohn-Becker, Paula (1998). Paula Modersohn-Becker, the Letters and Journals (en inglés). Northwestern University Press. p. 467. ISBN 978-0-8101-1644-3. Consultado el 26 de noviembre de 2022.
4. ↑  «GERMANS ENTERTAIN VISITING EMPEROR: FRANCIS JOSEPH WITNESSES SHAM BATTLES IN THE MORNING. DINES AT OFFICERS' BARRACKS CONFERS MANY DECORATIONS -- MR. WHITE WILL PRESENT MR. MCKINLEY'S CONGRATULATORY LETTER TO-DAY.». The New York Times. 6 de mayo de 1900. p. 3.
5. ↑  «SOCIETY DESERTS BERLIN: THE GERMAN CAPITAL TAKES ON ITS SUMMER LOOK AND HABITS. Emperor William to Cruise in the North Seus -- The Empress at the Schloss at Wilheimshohe -- Hot Weather All over the Country -- Revival of the Von Kotze Scandal by the Publication of Anonymous Libelons Pamphlets.». The New York Times. 13 de julio de 1896. p. 5.
6. ↑  «FEWER AMERICANS AT KIEL THIS YEAR: Mrs. Goelet's Yacht the Only Pleasure Vessel There Flying the Stars and Stripes. BALLIN HAS MANY GUESTS Ambassador Hill and Daughter Among Them -- Court Mourning Does Not Greatly Affect Programme». The New York Times. 26 de junio de 1910. p. C4.
7. ↑  Bartels, Adolf (1919). Die besten deutschen Romane: zwölf Listen zur Auswahl, mit einer geschichtlichen Einleitung: Welche Romane muss man als Deutscher lesen? (en alemán). Köhler. p. 35. Consultado el 27 de noviembre de 2022.
8. ↑  Kolenda, Konstantin (1969). In Defense of Practical Reason: A Study and an Application of Arthur Murphy's Theory (en inglés). William Marsh Rice University. ISBN 978-0-89263-199-5. Consultado el 26 de noviembre de 2022.
9. ↑  Pechel, Rudolf (1911). Deutsche Rundschau (en alemán). Gebrüder Paetel. Consultado el 27 de noviembre de 2022.
10. ↑  «KAISERIN'S SISTER DEAD.: PRINCESS FEODORA OF SCHTESWIG-HOLSTEIN EXPIRES SUDDENLY». The New York Times. 22 de junio de 1910. p. 9.
11. ↑  «Nekrolog. Prinzessin Feodora zu Schleswig-Holstein». Wiener Salonblatt (en alemán) (26). 25 de junio de 1910. p. 18.
12. ↑  «Als eine echte Prinzessin in Obersasbach weilte». Nachrichten der Ortenau - Offenburger Tageblatt (en alemán). Consultado el 27 de noviembre de 2022.
13. ↑  «Über Feodora | Feodora Feine Chocoladen». www.feodora.de. Consultado el 27 de noviembre de 2022.
14. ↑  Baden, Gran ducado de (1910). Verhandlungen der Ersten Kammer der Stände-Versammlung des Grossherzogtums Baden in den Jahren ...: Protokollheft (en alemán). Fidelitas. p. 690. Consultado el 27 de noviembre de 2022.